# Arterias lumbares
Las arterias lumbal
es son arterias que se originan en la cara posterior de la aorta abdominal.
Hay cinco pares de arterias lumbares (izquierda y derecha). Los cuatro primeros pares son ramas directas de la arteria aorta abdominal y el quinto par es rama de la arteria sacra media, la cual a su vez también es rama de la aorta abdominal, (una continuación embriológica de la arteria aorta abdominal) originándose en la bifurcación aórtica a nivel de la cuarta vértebra  lumbar entre arterias ilíacas comunes.

## Ramas
- Rama posterior o dorsoespinal.
- Rama anterior o abdominal.[1]

## Distribución
Se distribuyen hacia la pared abdominal, las vértebras y músculos lumbares y la cápsula renal.